# هیدکی اوچیداته
هیدکی اوچیداته (انگلیسی: Hideki Uchidate؛ زادهٔ ۱۵ ژانویهٔ ۱۹۷۴) بازیکن فوتبال اهل ژاپن است.
از باشگاه‌هایی که در آن بازی کرده‌است می‌توان به باشگاه فوتبال اوراوا رد دیاموندز اشاره کرد.